# 디즈레일리 (영화)
《디즈레일리》(Disraeli)는 미국에서 제작된 알프레드 E. 그린 감독의 1929년 드라마 영화이며 워너브라더스 픽처스가 개봉하였다. 1911년 희극 디즈레일리에 기반을 둔다. 조지 알리스 등이 주연으로 출연하였다.

## 출연

### 주연
- 조지 알리스
- 도리스 로이드

### 조연
- 데이비드 토렌스
- 조안 베넷
- 플로렌스 아리스
- 안소니 버쉘
- 마이클 비사로프

## 기타
- 원작자: Louis N. Parker